# William Kahan
William Kahan, rodným jménem William Morton Kahan (* 5. června 1933, Toronto, Ontario) je kanadský matematik a informatik, který se zabýval především numerickou analýzou. Je autorem standardu IEEE 754-1985 na výpočty s pohyblivou řádovou čárkou, jakož i Kahanova sčítávacího algoritmu, který minimalizuje chyby, které vznikají při počítačovém sčítání delších posloupností reálných čísel uložených ve formátu s pohyblivou řádovou čárkou. Za svou práci v oblasti výpočtů s pohyblivou řádovou čárkou dostal v roce 1989 Turingovu cenu.